# Purworejo (Aek Kuo)
Purworejo is een bestuurslaag in het regentschap Labuhan Batu Utara van de provincie Noord-Sumatra, Indonesië. Purworejo telt 1408 inwoners (volkstelling 2010).